# Wang Xiaotang
Wang Xiaotang (王晓棠S, Wáng XiǎotángP; Kaifeng, 4 gennaio 1934) è un'attrice, regista e sceneggiatrice cinese.
In occasione del centenario della nascita dell'industria cinematografica in Cina nel 2005, la China Film Performance Art Academy l'ha inserita nella lista dei "100 migliori attori in 100 anni di cinema cinese".